# Керол (филм)
Керол (енгл. Carol) британско-америчка је љубавна филмска драма из 2015, коју је режирао Тод Хејнс, по сценарију Филисе Нађ, насталом на основу романа „Цена соли“ Патрише Хајсмит. Главне улоге тумаче Кејт Бланчет, Руни Мара, Сара Паулсон и Кајл Чендлер. Радња се одиграва у Њујорку 1952, где млада фотографкиња упознаје и започиње љубавну везу са средовечном женом, која пролази кроз тежак развод.
Намере за снимање и сценарио за филм били су у фази претпродукције више од једанаест година. Снимање је започето марта 2014. у Синсинатију, Охајо, и трајало је 34 дана. Филм је снимљен у формату супер 16 милиметара. Режисер Хајнс и директор фотографије Едвард Лакман су, по сопственим речима, инспирацију за естетику филма тражили у послератним фотографијама Њујорка из педесетих година двадесетог века, посебно истакнувши утицај апстрактних фотографија Саула Литера са замагљеним прозорима и фотографкиња попут Рут Оркин, Естер Бабли, Хелен Левит и Вивијaн Мајер.
Филм се такмичио за Златну палму на Канском фестивалу 2015, где је Руни Мара добила награду за најбољу глумицу. Керол је наишао на одличну рецепцију међу филмским критичарима и нашао се на бројним листама најбољих филмова 2015. Био је номинован за пет Златних глобуса (Најбољи филм, најбољи редитељ, најбоља музика и две номинације за Најбољу глумицу у главним улогама) и шест Оскара (Најбољу глумицу у главној улози (Бланчет), најбољу глумицу у споредној улози (Мара), најбољи адаптирани сценарио, најбољу фотографију, најбољу костимографију и најбољу оригиналну музику). 100 филмских стваралаца и критичара је на ЛГБТ филмском фестивалу у Лондону прогласио Керол за најбољи ЛГБТ филм свих времена.

## Заплет филма
Током раних 1950-их, Терезa Беливе, привремена радница у продавници која тежи да постане фотограф, ради на оделу за играчке робне куће на Менхетну за време божићне сезоне. Њој прилази гламурозна старија жена, Керол Ерд, која на Терезину препоруку купује модел воза за своју ћерку као поклон. Између њих се изненада јавља привлачност. Керол случајно оставља своје рукавице на штанду, а Тереза их шаље поштом на њену кућну адресу у Њу Џерзију.
У међувремену, Керол пролази кроз тежак развод са својим немарним мужем, Харгом, и бори се да задржи старатељство над ћерком, Риндом. Због захвалности због Терезиног чина враћања њених рукавица, Керол је позива на ручак. Њих две су опчињене једна другом, али су доста опрезне. Керол позива Терезу у свој дом да се одморе и боље упознају. Тереза из даљине снима неколико слика Керол док купује божићну јелку. Харџ је сумњичав наспрам односа његове супруге са новом пријатељицом, због њене романсе који је имала неколико година раније са њеном најбољом пријатељицом Еби. Тереза постаје сведок размирица између бивших супружника и постаје јој јасан аспект Керолине сексуалности. Харг одлази на пословни пут до Флориде и одводи Ринду с њим, остављајући Керол саму за Божић. Керол изнервирана нагло одвози Терезу назад на воз да иде кући.
Керол поново контактира Терезу да се извини. Под наизглед опрезним пријатељством, њихов однос и даље расте. Керол јој поклања нову камеру и филм као поклон. У међувремену, Керол сазнаје да ју је Харг тужио за пуно старатељство над дететом, на основу "моралне клаузуле" преко које би се могла разоткрити њена привлачност према женама. Она одлучује да отпутује у Чикаго не би ли побегла од стреса због развода, а са собом позива и Терезу да јој се придружи. Терезин момак, Ричард, осећа се угроженим због Керолиног позива, затим он и Тереза раскидају везу. Ричард јој говори да ће је се Керол ускоро отарасити. Током новогодишње ноћи, пријатељице коначно признају једна другој своја снажна романтична осећања и воде љубав по први пут у њиховој хотелској соби. Следећег јутра оне откривају да је приватни детектив, по имену Томи, којег су среле на свом путовању, када је био маскиран као продавач, био унајмљен од стране Харга да их прати и прибави доказе њихове афере. Он је већ послао аудио касете Харгу, које ће он искористити против Керол приликом судске расправе око старатељства над Ринди. Керол нагло одлази назад у Њујорк да се бори за своју кћер. Она шаље Еби да одвезе Терезу кући. Назад у Њујорку, Тереза покушава да контактира љубавницу путем телефона, али Керол јој прекида везу, схвативши да не може наставити однос с Терезом уколико жели да опет види своју кћер. Тереза је сломљеног срца, па одлучује да спас пронађе у окретању каријери фотографа. Убрзо добија посао у Њујорк Тајмсу, углавном због фотографија које је направила са Керол током времена које су провеле заједно.
Сломљеног срца и сама, Керол ипак схвата да не може да се претвара да је нека друга особа. Свесна да њен супруг поседује необориве доказе да има лезбијске односе, у време када се на Западу у многим земљама хомосексуалност кажњавала, Керол препушта старатељство Харгу над детету, инсистирајући на повременим посетама, не би ли избегли дуге судске процесе и изношење прљавог веша у јавност. Она пише писмо Теерези и тражи да је опет види. Тереза и Керол се поново састају у хотелу. Керол јој саопштава да сада ради у салону намештаја и да јој је дозвољено да посети Ринду два пута месечно. Такође позива Терезу да живи с њом у њеном стану, али Тереза одбија, зато што је још увек повређена због њеног претходног одбијања и контроле над њиховом везом. Керол изјављује Терези љубав, али се њихов састанак нагло завршава.
Касније те исте ноћи Тереза прихвата позив на забаву, али тамо схвата да се она не може уклопити у околину. Тереза одлази да пронађе Керол у ресторану, и њих две у препуној сали гледају једна другу храбро изражавајући тајна љубавна осећања у једном репресивном друштву.